# Taubenturm Château de Beauregard
Koordinaten: 48° 39′ 42,9″ N, 2° 9′ 47″ O

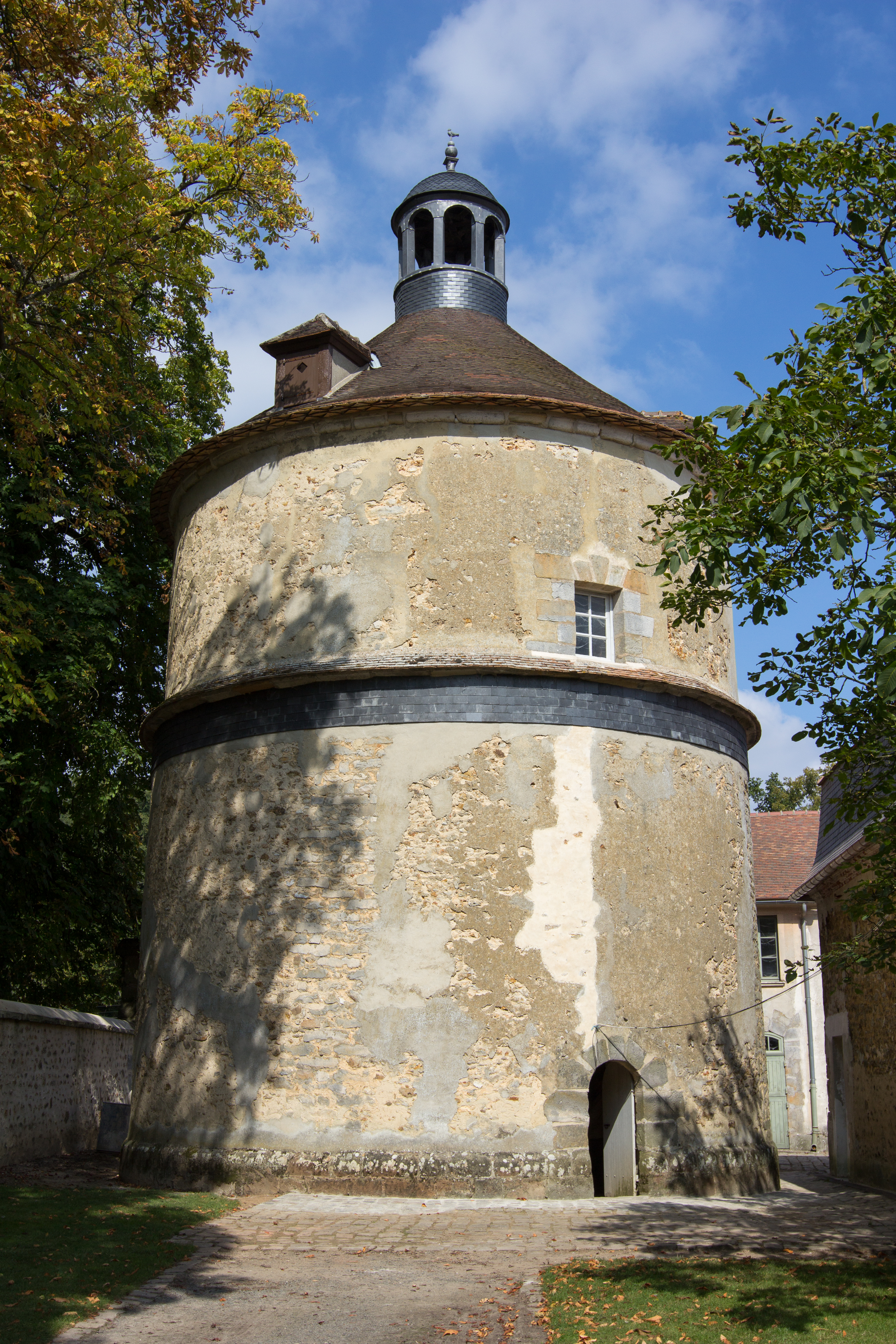
Taubenturm des Château de Beauregard

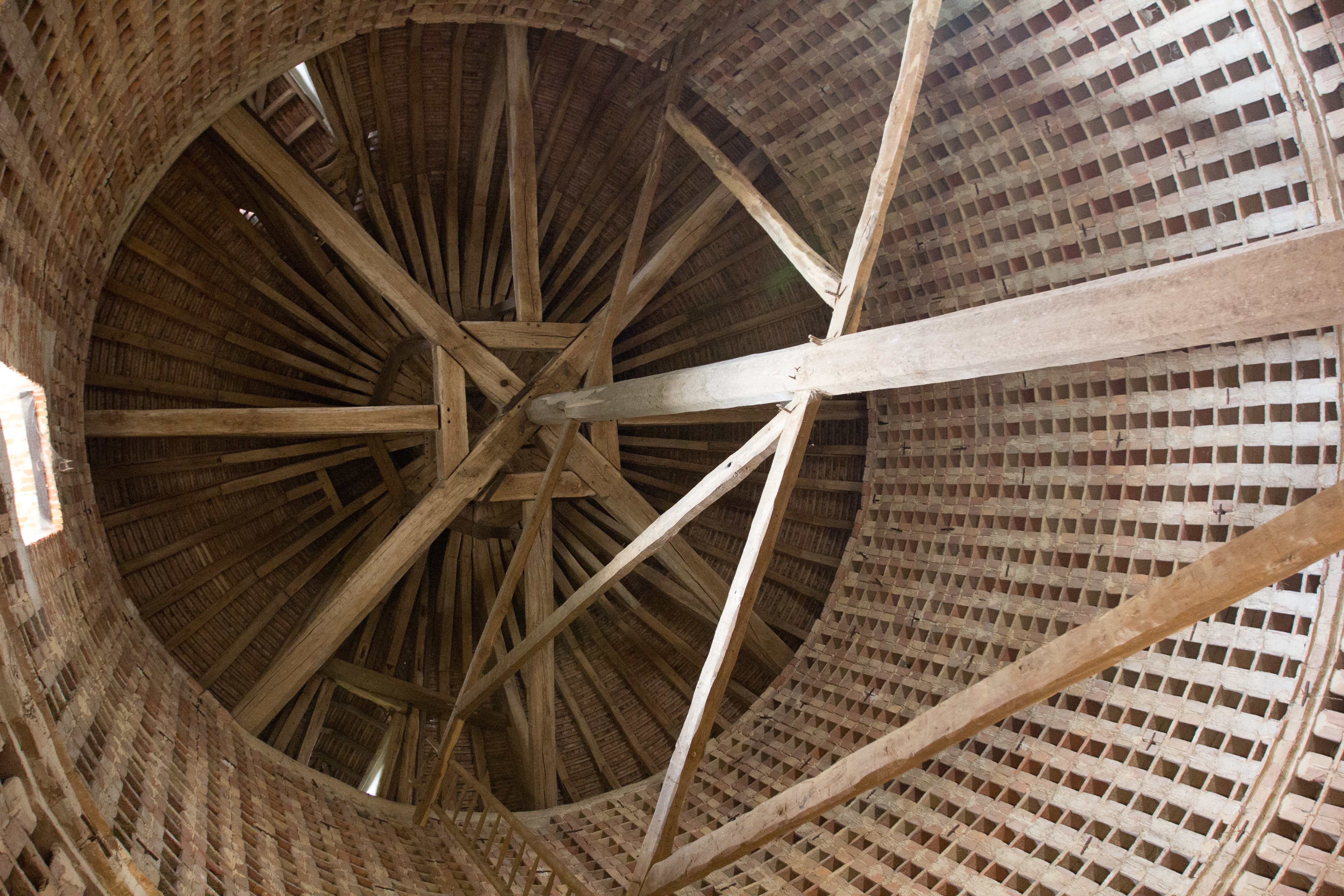
Innenansicht mit Taubennestern

Der Taubenturm (französisch colombier oder pigeonnier) des Château de Beauregard in Saint-Jean-de-Beauregard, einer französischen Gemeinde im Département Essonne in der Region Île-de-France, wurde im 17. Jahrhundert errichtet.

## Beschreibung
Der Taubenturm steht seit 1993 als Teil des Schlosses als Monument historique auf der Liste der Baudenkmäler in Frankreich.
Der Rundturm aus Bruchsteinmauerwerk wird von einer Laterne bekrönt. Im Inneren sind noch die 4500 Taubennester erhalten. Eine drehbare Treppe ermöglichte es, den Taubenmist aus den Nestern zu holen, um ihn als Dünger zu nutzen.